# Bády Ferenc
Bády Ferenc (Nagycétény, 1912. július 21. – Budapest, 1984. július 19.) prelátus, protonotárius kanonok.

## Élete
Édesapja Bády Ferenc (1879-1957) főjegyző.
A teológiát Esztergomban végezte. 1932-ben Kuchta János pilismaróti plébános 40 éves ünnepi miséjén segédkezett. 1936. június 21-én szentelték pappá. 1936-1940 között az Országos Központi Katolikus Legényegylet prefektusa és az Országos Actio Catholica ifjúsági titkára. Kánonjogból doktorált. 1938-ban a budapesti 34. Eucharisztikus világkongresszust megelőzően a leventéknek tartott lelkigyakorlatokon elítélte a háborút, ezért a Honvédelmi Minisztérium kérésére egyházi hatósága beszédtilalommal büntette. 1938-tól kánonjogi doktor.
1938 végén részt vett Kölnben a Legényegyleti Világkongresszuson. A nácik letartóztatták, és Németország mielőbbi elhagyására késztették. 1940-től Budapest-Zuglóban, 1942-től Budapest-Ferencvárosban káplán volt. 1943. február-november között tartalékos tábori lelkész volt egy kórházvonaton. 1944-től mint Bakáts téri káplán szolgált, a svéd követségről és a vatikáni nunciatúráról sok zsidónak szerzett menlevelet, és lakásán is menedéket adott. A nyilasok elfogták, de elmenekült, s a letartóztatás elől bujkálni kényszerült.
1947-1950 között az Országos Központi Katolikus Legényegylet elnöke, az Országos Actio Catholica főtitkára, 1950-től a Szent Erzsébet Karitász Központ igazgatója. 1951-től óbudai plébános és apát, majd az ekkor alapított Ecclesia Szövetkezet elnöke. 1956-1957 között az esztergomi Hittudományi Főiskola rektora. 1957-től Budapesti-újlaki plébános. 1977-től kanonok, 1978-tól esperes, 1982-től budai főesperes és a pasztorális bizottság elnöke. 1983-tól érseki helynök. Az Országos Béketanács Katolikus Bizottságának budapesti alelnöke.
Lékai László bíboros temette kívánságához híven az Óbudai temetőbe a szülei mellé.
Írásai főleg a Katolikus Szóban jelentek meg.

## Művei
- 1952 Pax vobis. Imakönyv. Budapest
- 1984 Az örök ádvent felé. Budapest
- 25 éves a katolikus papi békemozgalom